# Wesley (football, 2000)
Pour les articles homonymes, voir Wesley.
Wesley David de Oliveira Andrade, plus simplement appelé Wesley, né le 13 mars 2000 à Retirolândia, est un footballeur brésilien qui évolue au poste d'arrière droit avec le Athletic Club.

## Biographie

### Carrière en sélection nationale
Wesley est sélectionné à plusieurs reprises avec l'équipe du Brésil des moins de 17 ans, avec qui il dispute le championnat sud-américain des moins de 17 ans en 2017, où les Brésiliens remportent la compétition.
Il participe ensuite avec cette équipe à la Coupe du monde des moins de 17 ans 2017 organisée en Inde. Lors de ce tournoi, il joue tous les matchs du Brésil, inscrivant le seul but de son équipe face à l'Angleterre lors de la demi-finale perdue 3-1 le 25 octobre 2017. Le Brésil se classe finalement troisième du mondial.

## Palmarès
| Brésil -17 ans - Championnat sud-américain des moins de 17 ans - Vainqueur en 2017 - Coupe du monde des moins de 17 ans - Troisième en 2017 |

## Statistiques
| Saison                | Club                  | Championnat           | Championnat | Championnat | Championnat | Coupe(s) nationale(s) | Coupe(s) nationale(s) | Coupe(s) nationale(s) | Compétition(s) continentale(s) | Compétition(s) continentale(s) | Compétition(s) continentale(s) | Compétition(s) continentale(s) | Ligue régionale | Ligue régionale | Ligue régionale | Total | Total | Total |
| Saison                | Club                  | Division              | M.          | B.          | P.d.        | M.                    | B.                    | P.d.                  | Comp.                          | M.                             | B.                             | P.d.                           | M.              | B.              | P.d.            | M.    | B.    | P.d.  |
| 2020-2021             | Juventus FC           | Serie A               | -           | -           | -           | 1                     | 0                     | 0                     | -                              | -                              | -                              | -                              | -               | -               | -               | 1     | 0     | 0     |
| 2020-2021             | FC Sion (prêt)        | Super League          | 6           | 1           | 0           | 1                     | 0                     | 1                     | -                              | -                              | -                              | -                              | -               | -               | -               | 7     | 1     | 1     |
| 2021-2022             | FC Sion (prêt)        | Super League          | 25          | 3           | 1           | 1                     | 0                     | 0                     | -                              | -                              | -                              | -                              | -               | -               | -               | 26    | 3     | 1     |
| Sous-total            | Sous-total            | Sous-total            | 31          | 4           | 1           | 2                     | 0                     | 1                     | -                              | -                              | -                              | -                              | -               | -               | -               | 33    | 4     | 2     |
| 2022                  | Cruzeiro EC           | Série B               | 9           | 0           | 0           | -                     | -                     | -                     | -                              | -                              | -                              | -                              | -               | -               | -               | 9     | 0     | 0     |
| 2023                  | Cruzeiro EC           | Série A               | -           | -           | -           | -                     | -                     | -                     | -                              | -                              | -                              | -                              | 5               | 0               | 0               | 5     | 0     | 0     |
| Sous-total            | Sous-total            | Sous-total            | 9           | 0           | 0           | -                     | -                     | -                     | -                              | -                              | -                              | -                              | 5               | 0               | 0               | 14    | 0     | 0     |
| Total sur la carrière | Total sur la carrière | Total sur la carrière | 40          | 4           | 1           | 3                     | 0                     | 1                     | -                              | -                              | -                              | -                              | 5               | 0               | 0               | 48    | 4     | 2     |